# John Kennedy (football)
Pour les articles homonymes, voir John Kennedy (homonymie) et Kennedy.
John Kennedy (né le 18 août 1983 à Bellshill) est un footballeur professionnel écossais.
Il joue au poste de défenseur central.

## Carrière
Kennedy fait ses débuts au Celtic FC en équipe première lors de la saison 1999-2000. Il réalise une grande performance en 1/8 de finale retour de la coupe de l'UEFA 2004 au Camp Nou cotre le FC Barcelone, qui se solde sur le score de 0-0 et une qualification du Celtic FC. 
Après trois ans d'absence à cause d'une grave blessure au genou (rupture du ligament croisé antérieur) suivie de quatre opérations, il rejoue en équipe première pour le match du sacre du 41e titre de champion de son club à Kilmarnock (victoire 2-1) en avril 2007. Pour la saison 2008-2009 il est prêté à Norwich City en Championship (la deuxième division anglaise) pour tenter de relancer sa carrière, après une nouvelle blessure sérieuse au genou contractée lors d'un match de Ligue des champions face au Shakhtar Donetsk. 
Fin 2009, il est contraint d'arrêter le football sur conseil des médecins, à seulement 26 ans, des suites de ses blessures à répétition et des nombreuses opérations qu'il a subi.
Il intègre après l'arrêt de sa carrière l'équipe technique du Celtic FC.